# 日産・プリンス店
日産・プリンス店（にっさん・プリンスてん）は、かつて存在した日産自動車の販売チャネル（ディーラー）の一つ。

## 概要
「日産・プリンス店」は、もともと、1966年8月に日産自動車と合併したプリンス自動車工業の販売店（ディーラー）で「日産プリンス」「スカイライン販売会社」と称され、旧プリンス自動車工業時代から存在していたグロリア、スカイラインを中心に、スポーツ色の強い車種のフェアレディZ（Z32型より取扱開始・Z31型迄は日産店の専売車種）や180SXなどを取扱販売していた。
なお、旧・プリンス自動車工業の販売部門を統括する別会社として存在していた「プリンス自動車販売」は、日産自動車との合併後、日産自動車の本体の販売部門とは別組織の全国のプリンス店を統括する販売部門の別会社として「日産プリンス自動車販売」に社名変更され、日産自動車の本体の販売部門とは異なる旧・プリンス自動車工業時代からの名残が継承された独自路線で展開され運営されていたが、1986年10月1日付で日産自動車の本体の販売部門である「日産自動車販売」に統合された。
そして、1980年代後半から、プリンス店とチェリー店の取扱車種が共通化された事に伴い、全国各地の大半のチェリー店は同地域のプリンス店と合併・統合されたが、現在も、岩手県、東京都、愛知県、大阪府などの一部地域にチェリー店が存在している。
1999年4月には、日産自動車の販売系列が従来の4系列（5系列）から2系列へ統合されたことに伴い、サニー店（販売系列の統合を機にサニー店からサティオ店に名称変更）、チェリー店と系列を統合し「レッドステージ」となり、従来のプリンス店では「日産プリンス○○販売」の会社名を継続している。
さらに、2005年5月には、「ブルーステージ」「レッドステージ」「レッド&ブルーステージ」のすべての日産販売会社で日産車全車種の取り扱いが開始され、各地で日産販売会社同士の合併・統合が進んでおり、地域によっては、日産販売会社の合併・統合の際にプリンス店の販売会社が存続会社となる場合であっても、従来のプリンス店の「レッドステージ」に加えて、合併・統合する以前に存在していた販売会社の名残で「ブルーステージ」や「レッド＆ブルーステージ」の店舗も存在している。
なお、各地の日産販売会社では、従来の「ブルーステージ」「レッドステージ」「レッド&ブルーステージ」から、2007年より導入されている新VI（ビジュアル・アイデンティティ）への更新が順次進められている。

## キャッチフレーズ
- プリンスの冬(夏)(1990-1992)
  - プリンス店独自のオリジナルCMに女優の高橋リナが起用され、スカイラインGT-Rと180SXや愛について視聴者に問いかけた後に、「星が綺麗なら、明日、日産プリンスに行きませんか。」と問いかけるような内容で、当時のデートカーブームを意識したような内容となっている。
  - CM曲は忌野清志郎の『雪どけ』(アルバム『Memphis』収録)。
- いい走り。いい生き方。日産プリンス（1997-1999年）
  - プリンス店独自のオリジナルCMに女性歌手の相川七瀬が起用され、「いい走り。いい生き方。日産プリンス」のキャッチフレーズで、「スカイライン」に代表される走行性能重視のスポーツ系車種をメインに取扱っているプリンス店ならではの独自性をアピールしていた。
  - なお、プリンス店独自のオリジナルCM曲として起用されていた相川七瀬の楽曲の第1弾目は「Love merry-go-round」（アルバム「paraDOX」収録）、第2弾目は「Bad Girls」（8thシングル）（アルバム「crimson」「ID」「NANASE AIKAWA BEST ALBUM "ROCK or DIE"」収録）、第3弾目は「○○○○?」（アルバム「crimson」「ID」収録）である。

## 取扱車種

### 1999年3月時点の取扱車種

#### 乗用車系

##### セダン
- シーマ - モーター店との併売。
- グロリア
- レパード - 4代目（JY33）のみ一部地域で販売されていた。
- スカイライン　- 1999年1月からサニー店との併売に変更[1]
- プリメーラ - 初代（P10）のみサニー店との併売。
- パルサー - 4代目（N14）以降実質的に日産店との併売車となる。3代目（N13）以前もチェリー店がプリンス店に統合された地域でのみ販売されていた。

##### ハッチバック
- ティーノ - サニー店との併売。
- パルサーセリエ - 事実上日産店との併売。
- キューブ - 全店併売のため車種のため他の系列店でも販売された。
- マーチ - 初代（K10）はチェリー店がプリンス店に統合された地域でのみ日産店・サニー店と併売されていた。二代目以降は全店併売車種となったため他の系列店でも販売された。

##### スポーツカー
- フェアレディZ - 4代目（Z32型）のみ日産店との併売。3代目（Z31型）以前は日産店の専売車種だった。
- シルビア - 7代目（S15型）のみサニー店との併売。

##### ステーションワゴン
- ステージア - モーター店、99年1月8日からサニー店との併売。[1]
- プリメーラワゴン
- ウイングロード - 日産店・サニー店との併売。

##### SUV・1BOX・ミニバン
- サファリ - 日産店、モーター店との併売車種
- ミストラル - サニー店との併売。
- パルサーセリエS-RV - 事実上日産店との併売。
- ホーミーエルグランド（現・エルグランド）（沖縄地域はキャラバンエルグランドを取扱）
- ホーミーコーチ（沖縄地域はキャラバンコーチを取扱）
- ラルゴ - 日産店・サニー店との併売。
- セレナ - サニー店・初代のみ日産店との併売。C23型は一部の販売会社では取り扱いはなし。

#### 商用車系

##### ライトバン
- アベニールカーゴ - 日産店、モーター店との併売。
- ADバン - 日産店・サニー店との併売。

##### 1BOXバン
- ホーミーバン（沖縄地域はキャラバンバンを取扱）
- バネットバン（現・NV200バネット） - 日産店・サニー店との併売。

##### トラック
- アトラス - 日産店、モーター店との併売。
- バネットトラック - 日産店・サニー店との併売。

##### バス
- シビリアン - 日産店、モーター店との併売。

### 1999年3月以前に販売終了した車種

#### 乗用車系

##### セダン
- レパードTR-X - チェリー店がプリンス店に統合された地域でのみ販売されていた。
- オースター  - チェリー店がプリンス店に統合された地域では販売されていた。
- ラングレー - チェリー店の多くがプリンス店に統合されたことにより4代目パルサー（N14型）に統合されたため販売終了。
- フォルクスワーゲン・サンタナ
- フォルクスワーゲン・パサート - 日産とVWの提携が解消されたことにより販売終了。

##### スポーツカー
- 180SX - 7代目シルビア（S15型）に統合されたため販売終了。

##### ステーションワゴン
- アベニール - プリメーラワゴンの販売開始に伴い販売終了。
- ADワゴン - ウイングロードの販売開始に伴い販売終了。

##### SUV・1BOX・ミニバン
- バネットコーチ - チェリー店がプリンス店に統合された地域でのみ販売されていた。バネットセレナに統合されたため生産終了。
- チェリーバネットラルゴ - チェリー店がプリンス店に統合された地域でのみ販売されていた。マイナーチェンジに伴いバネットラルゴに名称が変更されたため販売終了。
- バネットラルゴ - チェリー店がプリンス店に統合された地域でのみ販売されていた。3代目（W30型）にフルモデルチェンジした際ラルゴに名称が変更されたため販売終了。
- プレーリー - 3代目(M12型)にフルモデルチェンジしプレーリーリバティになった際、モーター店のみの販売となったため販売終了。

#### 商用車系

##### ライトバン
- グロリアバン
- スカイラインエステート - アベニールカーゴの販売開始に伴い生産終了。
- アベニールカーゴ - エキスパートの販売開始に伴い生産終了。

##### トラック
- ジュニア　- アトラスに統合されたため販売終了。
- クリッパートラック - アトラス2t/3tクラス販売開始に伴い販売終了。
- ホーマー - アトラス1tクラス販売開始に伴い販売終了。

##### バス
- ライトコーチ